# 張惠明
張惠明（1956年9月14日—1977年12月21日），籍貫江蘇無錫，生於嘉義市，自小因小兒麻痺而癱瘓，二十歲以仕女畫成名，一年餘後即逝。

## 生平
張惠明七個月大時診斷出小兒麻痺，父親張近志與母親張翠華為張惠明花費不少醫療費。
畢嘉士在屏東市仁愛國小成立小兒麻痺病童特殊班，但張惠明讀了沒多久就輟學。張惠明後與家人住在嘉義市保安街，有一弟一妹。父親還為就近照顧就從警界轉行養雞，擔任小學老師的母親下班後則會親自教學女兒。
張惠明除在嘉義基督教醫院有戴德森細心照料，戴德森妻子和傳教士更經常到她家，教導如何運用還能動的左手三指繪畫、打毛線、剪紙。張惠明在閒暇時，會將課本插圖畫在紙上消磨時間，慢慢產生對繪畫的興趣，因雙手肌肉萎縮，只能躺在輪椅上、以右手把畫紙放在胸前，左手握筆一點、一筆很吃力畫下去。她以左手三根畫出的畫，受限於身體範圍，只能畫出明信片大小，且需耗時半個月至廿天。
張惠明因喜歡看平劇，對劇中的青衣、花旦及動作尤為欣賞，遂繪畫題材開始朝仕女畫方向，獲得民雄國中美術教師孫世英指點、雙親也買書籍給她學習。她冀望有一天能成為俏麗的仕女，因此把這個幻想寄託於畫作上。1976年10月，她四幅仕女畫片以匿名參加台南市「龍史文物展覽」義賣後，被美術界以為出自名家手筆，後才知道是位手腳癱瘓、終年躺在輪椅上的小兒麻痺患者所繪。此展成名後，《中華日報》南部版、和其他報紙的副刊都曾轉載她的片段日記。1976年11月7日，舉辦展覽的薛福三與美術界人士來嘉義市看望她時，她熱淚盈眶地講以為親友讚美她畫好是出自同情，現在才知道自己的確畫得還不錯。
1976年12月12日，張惠明將她畫作製成的彩色賀卡一萬張交給鄭豐喜基金會，轉贈身障人士和孤兒院院童，以鼓勵他們奮鬥向上。1977年3月，她捐兩幅作品，義賣一萬五千元，以支援鄭豐喜基金會。
1977年，張惠明當選台灣區第一屆殘障傑出人士。原先由鄭豐喜基金會想在同年12月24日替張惠明、陳國煙這兩位傷殘畫家在國立臺灣博物館舉行畫展。然而，12月11日，張惠明因急性盲腸炎就醫未好轉，13日送入嘉義基督教醫院，開刀切除手術後於16日感冒，19日併發肺炎，於21日晚上8時逝世，得年21歲。

## 紀念
1978年2月3日起連續十天，台中的繼光百貨展出張惠明五十二幅遺作，並義賣書籤卡，由高雄市議會議長陳慶星剪綵。在收集書籤的同好中，張惠明作品有好的美術評價。
1978年初，台灣出版界流行出版與傷殘者有關的書作，如九歌出版社的《閃亮的生命》、遠流出版社的《向癱瘓挑戰》、寰宇出版社的《陽光之外》、星光出版社的《生之歌》等。張惠明雙親將張惠明的日記委託鄭豐喜文教基金會安排出版，以作為慈善之用。該年報導，《張惠明日記》銷量僅止於台南附近非常暢銷，其他地區平平。
張近志自女兒病逝後，為延續張惠明的興趣與自我消遣，也開始作畫，主題偏向鄉土。2010年12月8日，張近志捐五本父女兩人的畫冊，供嘉義基督教醫院義賣。2013年4月9日，民眾張玉樹想替軍官退伍的父親張維發，找多年前在鳳山受訓的好友張近志、曹寶星，網路搜尋到發現了張近志捐畫冊的舊聞，電話聯絡嘉義基督教醫院。4月17日，張維發、張近志、曹寶星三人在嘉義火車站重聚。